# リアド・ブアジジ
リアド・ブアジジ（Riadh Ben-Khemais Bouazizi、1973年4月8日 - ）は、チュニジアの元サッカー選手。元チュニジア代表。ポジションはミッドフィールダー。

## 来歴
1995年12月にチュニジア代表デビュー。1998、2002、2006 FIFAワールドカップと3回のワールドカップに出場した。また、アフリカネイションズカップ2004では全6試合に出場し、大会初優勝を果たした。チュニジア代表で12年間プレーし、通算92試合に出場、4得点をあげた。

## 代表歴

### 出場大会
- チュニジア代表
  - 1998 FIFAワールドカップ
  - 2002 FIFAワールドカップ
  - 2006 FIFAワールドカップ

### 試合数
- 国際Aマッチ 92試合 4得点（1995年-2006年）[1]

| チュニジア代表 | 国際Aマッチ | 国際Aマッチ |
| 年             | 出場        | 得点        |
| -------------- | ----------- | ----------- |
| 1995           | 1           | 0           |
| 1996           | 10          | 0           |
| 1997           | 9           | 0           |
| 1998           | 9           | 0           |
| 1999           | 2           | 0           |
| 2000           | 7           | 1           |
| 2001           | 7           | 1           |
| 2002           | 11          | 0           |
| 2003           | 7           | 1           |
| 2004           | 15          | 0           |
| 2005           | 4           | 0           |
| 2006           | 10          | 1           |
| 通算           | 92          | 4           |